# Рванец
Рванец (укр. Ірва́нець) — река в Новгород-Северском и Семеновском районах Черниговской области, левый приток реки Ревны в бассейне Днепра.
Длина реки 35 км, а площадь бассейна — 491 км². Исток около сёл Печенюги и на северо-востоке от Поповки (Новгород-Северский район Черниговской области Украины). Долина корытообразная, ширина до 2,5 км, глубина до 20 м. Пойма широкая (до 1,5 км), местами заболоченная. Русло шириной 5 м. Уклон реки 0,7 м/км.
Притоки (от истока к устью):
1. Криницы л
2. Супой л
3. Одра л
4. Сухомлин л

Питание снеговое и дождевое. Замерзает в конце ноября, вскрывается в марте. Воду частично используют для местных нужд.
В пойме реки расположены гидрологические заказники местного значения Рванецкий, с общей площадью 82 га, Лизуновка (38 га), Лизуновский (200 га).